# Jiří Pasyk
Jiří Pasyk (* 10. listopadu 1954) je bývalý český fotbalový brankář. V letech 2010–2016 byl místostarostou Brušperku, od roku 2016 je jeho starostou.

## Fotbalová kariéra
V československé lize hrál za VP Frýdek Místek. Nastoupil v 7 ligových utkáních.

## Ligová bilance
| Ročník                                   | Zápasy | Góly | Klub             |
| ---------------------------------------- | ------ | ---- | ---------------- |
| 1. československá fotbalová liga 1976/77 | 7      | 0    | VP Frýdek Místek |
| CELKEM                                   | 7      | 0    |                  |